# Ernesto Figueiredo
Pour les articles homonymes, voir Figueiredo.
Ernesto Figueiredo était un footballeur portugais né le 6 juillet 1937 à Tomar. Il évoluait au poste d'attaquant.

## Biographie
Ernesto Figueiredo passe la majorité de sa carrière au Sporting Clube de Portugal.
Il remporte la Coupe d'Europe des vainqueurs de coupe en 1964 avec le Sporting.
International portugais (6 sélections), il atteint les demi-finales de la Coupe du monde 1966 avec le Portugal.

## Carrière
| Saison    | Club              | Montant | Division | Matches | Buts |
| --------- | ----------------- | ------- | -------- | ------- | ---- |
| 1959-1960 | GDV Sernache      |         | III      |         |      |
| 1960-1961 | Sporting Portugal |         | I        | 23      | 18   |
| 1961-1962 | Sporting Portugal |         | I        | 25      | 13   |
| 1962-1963 | Sporting Portugal |         | I        | 18      | 11   |
| 1963-1964 | Sporting Portugal |         | I        | 23      | 17   |
| 1964-1965 | Sporting Portugal |         | I        | 10      | 4    |
| 1965-1966 | Sporting Portugal |         | I        | 26      | 25   |
| 1966-1967 | Sporting Portugal |         | I        | 14      | 6    |
| 1967-1968 | Sporting Portugal |         | I        | 16      | 7    |
| 1968-1969 | Vitória Setúbal   |         | I        | 26      | 11   |
| 1969-1970 | Vitória Setúbal   |         | I        | 15      | 4    |

## Palmarès
- 6 sélections avec l'équipe du Portugal entre 1966 et 1969
- Vainqueur de la Coupe d'Europe des vainqueurs de coupe en 1964 avec le Sporting Portugal
- Champion du Portugal en 1962 et 1966 avec le Sporting Portugal
- Vainqueur de la Coupe du Portugal en 1963 avec le Sporting Portugal